# Yantar (satélite)

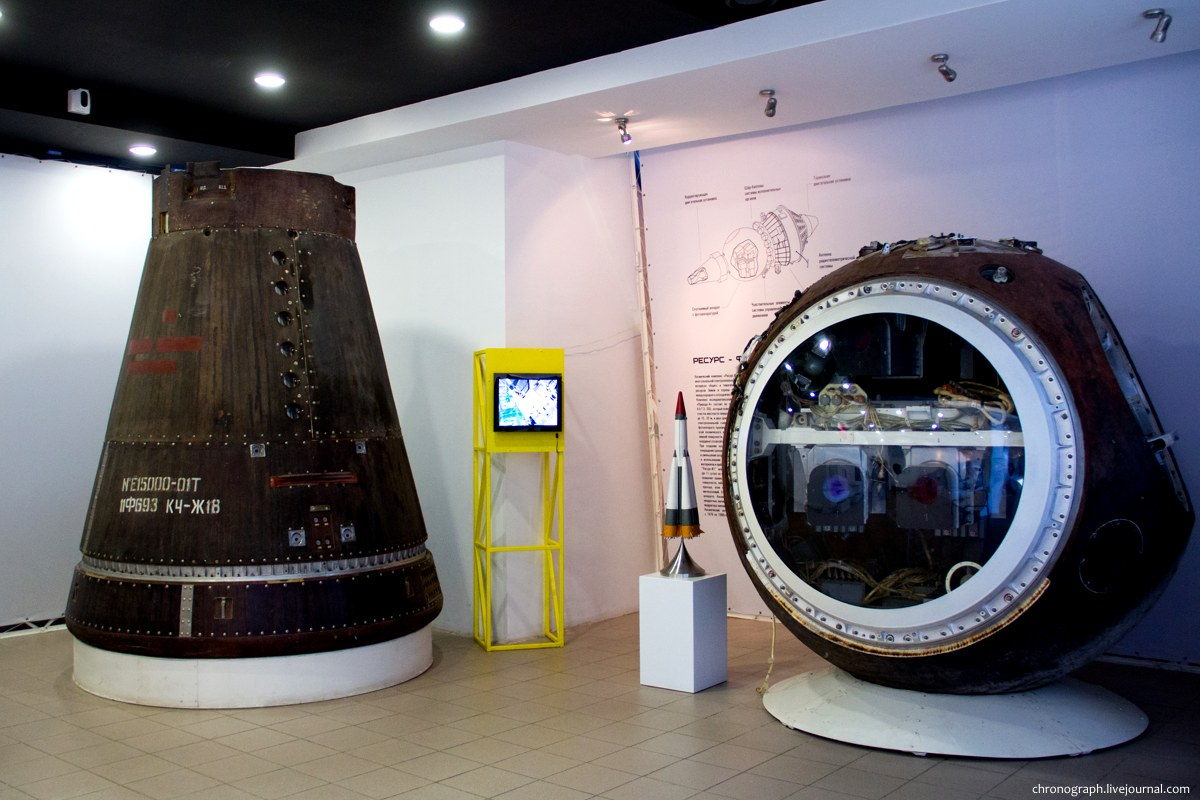
Un satélite de la serie Yantar.

Yantar (Ruso:  significando ámbar) es una serie rusa (anteriormente soviético) de satélites de reconocimiento, el cual complementaba y finalmente reemplazó al satélite Zenit. Kosmos 2175, un Yantar-4K2 o Kobalt, era el primer satélite para ser lanzado por la Federación rusa que siguió a la disolución de la Unión Soviética. Yantar-Terilen era el primer sistema digital. Los satélites Yantar también formaron la base para el más tardío Orlets, Resurs y Persona satélites. 179 ha sido lanzado, nueve del cual estuvo perdido en fracasos lanzadores. Todo Yantar los satélites estuvieron lanzados utilizando el Soyuz-U cohete cargador hasta Kosmos 2480 en 2012 cuál estuvo anunciado como el último lanzamiento de aquel cohete de Plesetsk. Los lanzamientos subsiguientes utilizaron el modernizado Soyuz-2.1 un cohete. El último Yantar la misión era Kosmos 2505, un Yantar-4K2M o Kobalt-M, lanzado el 5 de junio de 2015.Las misiones han sido tomadas encima por la clase de satélites Persona clase de satélites.

## Historia
En 1964, la agencia de diseño soviético OKB-1 estaba encargada de mejorar los nuevamente operacionales satélites de reconocimiento Zenit-2. Tuvieron tres corrientes de trabajo: modificando los satélites Zenit, un reconocimiento tripulado llamó Soyuz-R y un nuevo satélite de fotorreconocimiento basado en el Soyuz-R. La tercera corriente era nombrado en código Yantar e inicialmente había para ser dos tipos - Yantar-1 para resolución de media imagen y Yantar-2 para resolución alta. En 1967, un satélite de resolución alto nuevo era propuso llamado Yantar-2K. Yantar-2K recibió el soporte del gobierno con el primer vuelo originalmente planeado para 1970, a pesar de que esta fecha límite resbaló.
El programa Yantar produjo dos accidentes memorables de lanzadores. El primero de estos era en mayo 15, 1996 cuándo el lanzamiento de un 1KFT (Kometa) en Baikonur LC-31 falló 50 segundos después de despegar cuándo el carenado de carga útil se desintegró. El satélite estuvo destruido por fuerzas aerodinámicas, pero el propulsor continuo volando hasta T+126 segundos cuándo  empezó a irse a ir a la deriva de su camino de vuelo, dirigiendo a una orden de cierre automática. En junio 20, unas cuantas semanas más tarde, un 4K1 (Oktan) lanzado de Plesetsk  LC-16 sufrió casi el mismo destino cuándo otra vez el carenado se desintegró 50 segundos después del despegue. Esto cronometra la destrucción a bordo del sistema en el satélite activado y lo destruyó, después de qué controladores de tierra enviaron una orden de cierre manual al propulsor, el cual chocó 4 millas (6 kilómetros) de la plataforma. El atrás a los fracasos posteriores estuvieron localizados a un defecto de fabricación en el carenado, el cual estuvo producido en un lote, y  dejaron la capacidad de actuar de Rusia militar reconnaissance severamente dificultó. En ambos casos, él amortaja rompió arriba en el punto de presión aerodinámica máxima durante ascenso.

## Variantes

### Yantar-2K
El Yantar-2K era diferente al Zenit en aquel se tenga que quedar en órbita para un mes a diferencia del Zenit 8–14 días. También tenga dos regreso de película cápsulas, algo  haya en común con los EE.UU. KH-7 GAMBIT satélite de reconocimiento. Tenga tres partes: el módulo/de equipamiento del conjunto (AO - Agregatnyy Otsek), el módulo de instrumento (PO - Pribornnyy Otsek) y el módulo de equipamiento especial/módulo de aparato especial (OSA - otsek spetsial'noy apparatury). El módulo de equipamiento especial era la parte que regresaba a la tierra al final de la misión, y contuvo el Zhemchug-4 (pearl) cámara. Cada sección estaba conformada con un cono truncado qué dio el oficio una forma cónica. El oficio era 6.3m largo (a pesar de que una fuente dice 8.5m) con un diámetro máximo de 2.7m. Pese 6.6 toneladas.

### Yantar-4K1
Yantar-4K1 era una modificación del Yantar-2K. Tenía una cámara mejor, el Zhemchug-18, y estaba lista para esta en órbita 45 días más que los 30 días de Yantar-2K. Otros sistemas eran igual como el Yantar-2K y ambos tipos de satélites estuvieron lanzados en el mismo periodo. Ambos satélites estuvieron retirados en 1984.
| Serie        | Otras designaciones                               | Índice GRAU | Primer lanzamiento       | Último lanzamiento      | Número de lanzamientos | Comentarios |
| ------------ | ------------------------------------------------- | ----------- | ------------------------ | ----------------------- | ---------------------- | ----------- |
| Yantar-2K    | Feniks (en ruso: Феникс)                          | 11F624      | 23 de mayo de 1974       | 28 de junio de 1983     | 30                     |             |
| Yantar-4K1   | Oktan (en ruso: Октан)                            | 11F693      | 27 de abril de 1979      | 30 de noviembre de 1983 | 12                     |             |
| Yantar-1KFT  | Kometa (en ruso: Комета) Siluet (en ruso: Силуэт) | 11F660      | 18 de febrero de 1981    | 2 de septiembre de 2005 | 21                     |             |
| Yantar-4K2   | Kobalt (en ruso: Кобальт)                         | 11F695      | 21 de agosto de 1981     | 25 de febrero de 2002   | 82                     |             |
| Yantar-4KS1  | Terilen (en ruso: Терилен)                        | 11F694      | 28 de diciembre de 1982  | 21 de diciembre de 1990 | 15                     |             |
| Yantar-4KS1M | Neman (en ruso: Неман)                            | 17F117      | 10 de julio de 1991      | 3 de mayo de 2000       | 9                      |             |
| Yantar-4K2M  | Kobalt-M (en ruso: Кобальт-М)                     | 11F695M     | 24 de septiembre de 2004 | 5 de junio de 2015      | 10                     |             |